# Elysius walkeri
Elysius walkeri är en fjärilsart som beskrevs av Rothschild 1922. Elysius walkeri ingår i släktet Elysius och familjen björnspinnare. Inga underarter finns listade i Catalogue of Life.